# ژوزف برناردو
ژوزف برناردو (فرانسوی: Joseph Bernardo‎؛ زادهٔ ۳۱ مهٔ ۱۹۲۹) شناگر اهل فرانسه است.